# 布里奇沃特森特 (新澤西州)
布里奇沃特森特（英語：Bridgewater Center）是位於美國新澤西州薩默塞特縣的普查規定居民點。

## 人口
根據2020年美國人口普查的數據，布里奇沃特森特的面積為15.16平方千米，當中陸地面積為15.11平方千米，而水域面積為0.05平方千米。當地共有人口6082人，而人口密度為每平方千米401.19人。